# Lợn u mắt Cape
Lợn u mắt Cape (Danh pháp khoa học: Phacochoerus aethiopicus aethiopicus) là một phân loài đã tuyệt chủng của loài lợn u mắt sa mạc (heo rừng sa mạc) thuộc Họ Lợn. Ban đầu nó được nguồn gốc của nó được cho là đến từ Nam Phi tại vùng Cape và đã tuyệt chủng khoảng năm 1871.

## Đặc điểm
Lợn u mắt Cape phân biệt với những con lợn khác cùng loài khá rõ, nhưng nó có tính chất tương tự như của một heo rừng sa mạc (Phacochoerus aethiopicus). Một số khác biệt chung giữa heo rừng và heo rừng Cape còn tồn tại là phân loài Phacochoerus africanus, bao gồm:
- Hộp sọ chúng nhỏ hơn, nhưng rộng hơn
- Khu vực phía trước của vòm gò má đang dày lên bởi xoang nội bộ và sưng lên thành một núm rỗng tròn ở phía trước của khâu trong khi ở P. africanus, vòm gò má có thể được mạnh mẽ, nhưng nó không phải là dày, và có không có núm.
- Chưa bao giờ các răng cửa ở P. aethiopicus, chưa một heo rừng sa mạc thường có hai răng cửa ở hàm trên và sáu cái ở phía dưới.
- Đối với heo rừng Cape, răng hàm thứ ba lớn là khác nhau từ những cá thể của P. africanus vì không có rễ sẽ được hình thành theo thời gian tất cả các cột men đã đi vào tráng cho răng.
- Một điển hình heo rừng có hai hố hình cầu ở mặt sau của hộp sọ, và heo rừng Cape cũng như vậy, nhưng chúng thì lớn hơn rất nhiều lần.